# Live from the Roundhouse
Live from the Roundhouse è il terzo album live della band gallese Funeral for a Friend, pubblicato con etichetta Distiller Records il 28 gennaio 2013. Il CD è disponibile solamente per chi ha preordinato dal sito ufficiale una copia di Conduit, sesto album studio della band, uscito il giorno stesso.
Si tratta della registrazione del concerto finale per il tour in supporto di Welcome Home Armageddon (l'album del 2011), avvenuto il 30 ottobre 2011 al Roundhouse di Camden (Londra). Sul disco è presente un'unica traccia di 80 minuti, contenente l'intero set, così che chi lo ascolta non sia tentato di saltare da una canzone all'altra ascoltando solo le sue preferite, ma ascolti l'intero album per apprezzare pienamente l'atmosfera e l'energia che lo show emana. Le canzoni eseguite sono tratte da tutti gli album del gruppo, tranne Memory and Humanity (2008), che qui non è rappresentato. In particolare, sette canzoni provengono da Welcome Home Armageddon (This Side of Brightness, Old Hymns, Front Row Seats to the End of the World, Sixteen, Spinning Over the Island, Owls (Are Watching) e Broken Foundation), quattro da Casually Dressed & Deep in Conversation (Bullet Theory, Juneau, Escape Artists Never Die e Your Revolution Is a Joke), quattro da Hours (Streetcar, Roses for the Dead, History e The End of Nothing), 1 da Four Ways to Scream Your Name (This Year's Most Open Heartbreak), una da Tales Don't Tell Themselves (Into Oblivion) ed una da See You All in Hell (High Castles).

## Tracce
L'album si compone di un'unica traccia; la scaletta è così composta:
1. Front Row Seats to the End of the World – 5:24
2. This Year's Most Open Heartbreak – 2:48
3. This Side of Brightness – 1:02
4. Old Hymns – 2:30
5. Bullet Theory – 3:52
6. Sixteen – 3:08
7. Broken Foundation – 3:52
8. Streetcar – 4:20
9. Into Oblivion (Reunion) – 4:29
10. High Castles – 4:44
11. Roses for the Dead – 7:44
12. Owls (Are Watching) – 4:16
13. Spinning Over the Island – 5:47
14. History – 5:06
15. The End of Nothing – 5:04
16. Your Revolution Is a Joke – 3:30
17. Juneau – 4:54
18. Escape Artists Never Die – 7:13

## Formazione
- Matthew Davies-Kreye - voce
- Kris Coombs-Roberts - chitarra
- Gavin Burrough - chitarra e voce di fondo
- Ryan Richards - batteria e voce di fondo
- Richard Boucher - basso